# A Woman's Awakening
Pour plus de détails, voir Fiche technique et Distribution.
A Woman's Awakening est un film muet américain, réalisé par Chester Withey, sorti en 1917.

## Synopsis
Quand Paula Letchworth, une naïve jeune femme de la campagne, arrive dans la grande ville, elle permet bêtement à ses amis superficiels de l'influencer, et ignore les sages conseils d'Allen Cotter qui s'inquiète vraiment pour elle. Sa vie frivole l'amène à se marier avec Lawrence Topham, un parasite qui abuse d'elle et gaspille son argent. Désespérée, Paula offre de l'argent à Topham contre leur divorce, et se tourne vers Allen pour trouver cet argent.
Après que Topham a tout dépensé, il refuse d'effectuer sa part du marché et la mère invalide de Paula, incapable d'endurer plus de cruauté envers sa fille, le tue. Paula et Allen ont tous deux des raisons de croire l'autre coupable de ce meurtre, alors même que les preuves font croire à un suicide. Réalisant que la suspicion les tient écartés l'un de l'autre, la mère de Paula confesse le meurtre peu avant de mourir, éliminant ainsi les barrières entre Allen et Paula.

## Fiche technique
- Titre original : A Woman's Awakening
- Réalisation : Chester Withey
- Scénario : Frank E. Woods
- Photographie : David Abel
- Société de production : Fine Arts Film Company
- Société de distribution :  Triangle Distributing Corporation
- Pays de production :  États-Unis
- Langue : anglais
- Format : Noir et blanc - 35 mm - 1,37:1 -  Muet
- Genre : Film dramatique
- Durée : 5 bobines
- Date de sortie : 
  - États-Unis : 25 février 1917

## Distribution
- Seena Owen : Paula Letchworth
- Kate Bruce : la mère de Paula
- Allan Sears (en) : Allen Cotter
- Spottiswoode Aitken : le Juge Cotter
- Charles K. Gerrard : Lawrence Topham
- Alma Rubens : Cousine Kate
- Jennie Lee : Mammy